# Mèo lông dài phương Đông
Mèo lông dài phương Đông là một nòi mèo nhà. Trước đây chúng có tên là mèo Angora Anh hay mèo Ankara Anh, tuy nhiên đến năm 2002 thì Hiệp hội Mèo Quốc tế (TICA) đã đổi tên nòi mèo này lại như hiện nay để tránh nhầm lẫn với mèo Ankara hay mèo Angora Thổ Nhĩ Kỳ.
Mèo lông dài phương Đông là nòi mèo tương tự như các nòi mèo Bali, mèo Java của Hiệp hội những người yêu mèo (CFA) và nòi Mèo lông dài phương Đông tại Hoa Kỳ của TICA. Vì tên gọi lằng nhằng và thiếu thống nhất như vậy, các hiệp hội mèo khác nhiều khi gọi chúng bằng các tên như mèo lông dài ngoại quốc hay mèo Mandarin.

## Mô tả
Mèo lông dài phương Đông có thân hình dài và dạng ống như mèo Xiêm (được giới nuôi mèo cảnh gọi là thân hình kiểu phương Đông), tuy nhiên chúng có bộ lông dài và dày hơn nhiều. Màu sắc lông cũng khá đa dạng, từ bộ lông một màu (đen, trắng, xanh, nâu sôcôla, tím hoa cà, nâu vàng quế, caramen, nâu vàng của hươu nai, đỏ, kem hay màu mơ chim), ba màu, màu xám khói (lớp lông lót màu bạc), shaded hoặc tipped, khoang hay trắng. Tất cả mèo lông dài phương Đông đều có mắt màu xanh lục - ngoại trừ những cá thể mèo trắng có thể có mắt xanh lam hoặc thậm chí mỗi mắt một màu - kết quả của chứng mống mắt khác màu.
Nếu như mèo lông dài phương Đông giao phối với mèo lông ngắn phương Đông hay mèo Xiêm, con lai của chúng sẽ hoàn toàn lông ngắn. Tuy nhiên, nếu sau này số mèo con này lại được dùng để gây giống thì khoảng một nửa số con cái đời tiếp theo sẽ có lông dài.

## Hình ảnh

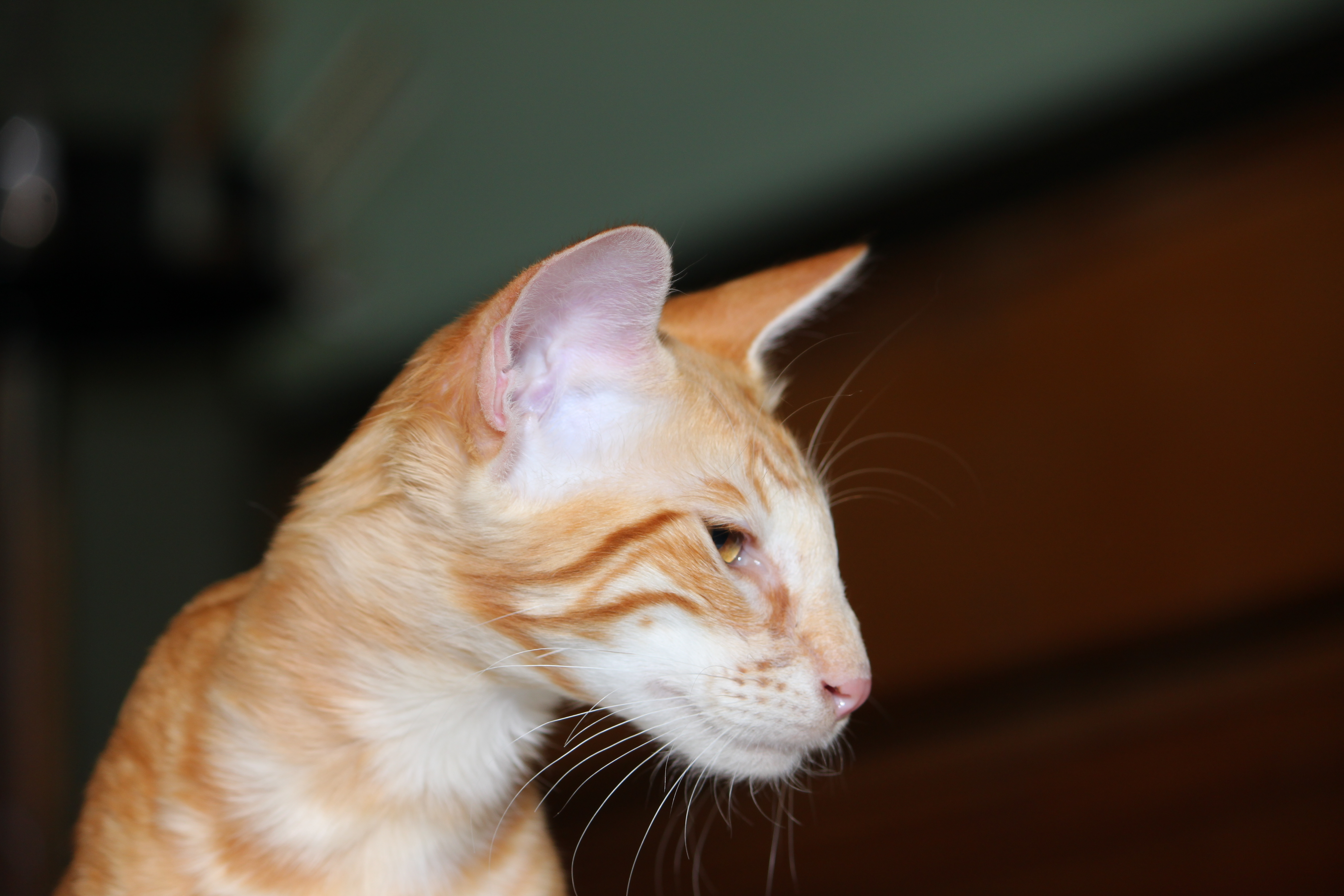